# Emad Burnat
Emad Burnat es un cineasta palestino. Fue el primer palestino en obtener una nominación para un Premio de la Academia en la categoría de mejor documental con su producción 5 cámaras rotas.

## Biografía

### Carrera
Burnat se desempeñaba inicialmente como granjero antes de iniciar una carrera como productor y director cinematográfico. Su documental 5 cámaras rotas es un relato de primera mano acerca de la vida en Bil'in, una pequeña aldea de Cisjordania ubicada en las cercanías de los asentamientos israelitas. La película fue codirigida por Burnat y Guy Davidi, un cineasta de Israel. Está estructurada en capítulos en torno a la destrucción de cada una de las cámaras de Burnat y sigue la evolución de una familia a lo largo de cinco años de agitación en la aldea de Bil'in.
5 cámaras rotas es una coproducción entre Palestina, Francia e Israel. Tanto el estilo personal de la película como el trabajo de Burnat con un cineasta israelí, ha sido materia de mucha controversia.

### Detención
El 19 de febrero de 2013 el cineasta fue detenido con toda su familia en el  Aeropuerto Internacional de Los Ángeles, cuando los funcionarios de aduana se negaron a creer su motivo de ingreso a los Estados Unidos. Sobre este incidente, el cineasta afirmó:

Si bien esta fue una experiencia desagradable, es algo que le ocurre a diario a los palestinos en Cisjordania. Hay más de 500 puestos de control israelíes, obstáculos y otras barreras para el movimiento a través de nuestra tierra, y ninguno de nosotros se ha librado de la experiencia que mi familia y yo experimentamos ayer.

## Filmografía

### Como director y productor
- P.O.V. (2013)
- 5 cámaras rotas (2011)[11]

## Premios y distinciones
Premios Óscar
| Año  | Categoría              | Película         | Resultado |
| ---- | ---------------------- | ---------------- | --------- |
| 2013 | Mejor documental largo | 5 Broken Cameras | Nominado  |